# Алексеев, Виталий Михайлович
Виталий Михайлович Алексеев (14 сентября 1946, Нуръял, Моркинский район, Марийская АССР) — марийский композитор, музыкальный педагог, член Союза композиторов России (1975), лауреат Государственной премии Республики Марий Эл (1978), Заслуженный деятель искусств Марийской АССР (1981), Народный артист Республики Марий Эл
  (1996). В 2014 году удостоен Почётной грамоты Президента Российской Федерации.

## Биография
В 1960 году по окончании Большекожлаяльской семилетней школы поступил в Йошкар-Олинское музыкальное училище имени И. С. Палантая в класс скрипки Л. В. Сергеевой. Затем перевёлся на теоретическое отделение. Параллельно занимался композицией под руководством П. М. Двойрина.
В 1967 году стал студентом Московской государственной консерватории имени П. И. Чайковского, где его наставниками были А. Я. Эшпай и профессор А. И. Пирумов.
После окончания консерватории в течение двух лет работал преподавателем теоретических дисциплин в музыкальном училище, а с 1975 года — заведующим музыкальной частью Марийского драматического театра имени М. Шкетана.
С 1976 по 1981 год был ответственным секретарем правления Союза композиторов МАССР.

## Творчество
В 1980-е годы сочинял песни для хора НПШИ № 1. С 1997 года сотрудничает с Хоровой капеллой имени Искандарова — пишет песни, делает обработки народных песен и произведений классики.
Творчество Алексеева отличается жанровым разнообразием: произведения крупной формы (концерт для флейты с оркестром, реквием), камерно-инструментальные сочинения, музыка к драматическим спектаклям, множество песен. Его сочинения базируются на претворении марийских народно-песенных интонаций. Сохраняя национальную природу музыки, он обогащает её новыми средствами современного музыкального языка.